# Lavercantière
Lavercantière est une commune française, située dans l'ouest du département du Lot en région Occitanie.
Elle est également dans la Bouriane, une région naturelle sablonneuse et collinaire couverte de forêt avec comme essence principale des châtaigniers.
Exposée à un climat océanique altéré, elle est drainée par le ruisseau de l'Ourajoux et par divers autres petits cours d'eau. Incluse dans le bassin de la Dordogne, la commune possède un patrimoine naturel remarquable composé d'une zone naturelle d'intérêt écologique, faunistique et floristique.
Lavercantière est une commune rurale qui compte 244 habitants en 2022, après avoir connu un pic de population de 1 505 habitants en 1800.  Elle fait partie de l'aire d'attraction de Gourdon. Ses habitants sont appelés les Vercantiérains ou  Vercantiéraines.

## Géographie
Située à 16 km de Gourdon dans la région de la Bouriane.

### Communes limitrophes
Les communes limitrophes sont  Dégagnac, Gindou, Peyrilles, Rampoux et Thédirac.
| Rampoux | Dégagnac      |           |
| Gindou  | Lavercantière | Peyrilles |
|         | Thédirac      |           |

### Climat
Pour des articles plus généraux, voir Climat de l'Occitanie et Climat du Lot.
En 2010, le climat de la commune est de type climat océanique altéré, selon une étude s'appuyant sur une série de données couvrant la période 1971-2000. En 2020, Météo-France publie une typologie des climats de la France métropolitaine dans laquelle la commune est toujours exposée à un climat océanique altéré et est dans une zone de transition entre les régions climatiques « Aquitaine, Gascogne » et « Ouest et nord-ouest du Massif Central ». La première est caractérisée par une pluviométrie abondante au printemps, modérée en automne, un faible ensoleillement au printemps, un été chaud (19,5 °C), des vents faibles, des brouillards fréquents en automne et en hiver et des orages fréquents en été (15 à 20 jours).  La seconde présente une pluviométrie annuelle de 900 à 1 500 mm, maximale en automne et en hiver.
Pour la période 1971-2000, la température annuelle moyenne est de 11,8 °C, avec une amplitude thermique annuelle de 15,3 °C. Le cumul annuel moyen de précipitations est de 921 mm, avec 11,6 jours de précipitations en janvier et 6,8 jours en juillet. Pour la période 1991-2020, la température moyenne annuelle observée sur la station météorologique la plus proche, située sur la commune de Gourdon à 12 km à vol d'oiseau, est de 13,1 °C et le cumul annuel moyen de précipitations est de 823,0 mm,. Pour l'avenir, les paramètres climatiques de la commune estimés pour 2050 selon différents scénarios d’émission de gaz à effet de serre sont consultables sur un site dédié publié par Météo-France en novembre 2022.

### Milieux naturels et biodiversité

#### Espaces protégés
La protection réglementaire est le mode d’intervention le plus fort pour préserver des espaces naturels remarquables et leur biodiversité associée,.
La commune fait partie de la zone de transition du bassin de la Dordogne, un territoire d'une superficie de 1 880 258 ha reconnu réserve de biosphère par l'UNESCO en juillet 2012,.

#### Zones naturelles d'intérêt écologique, faunistique et floristique

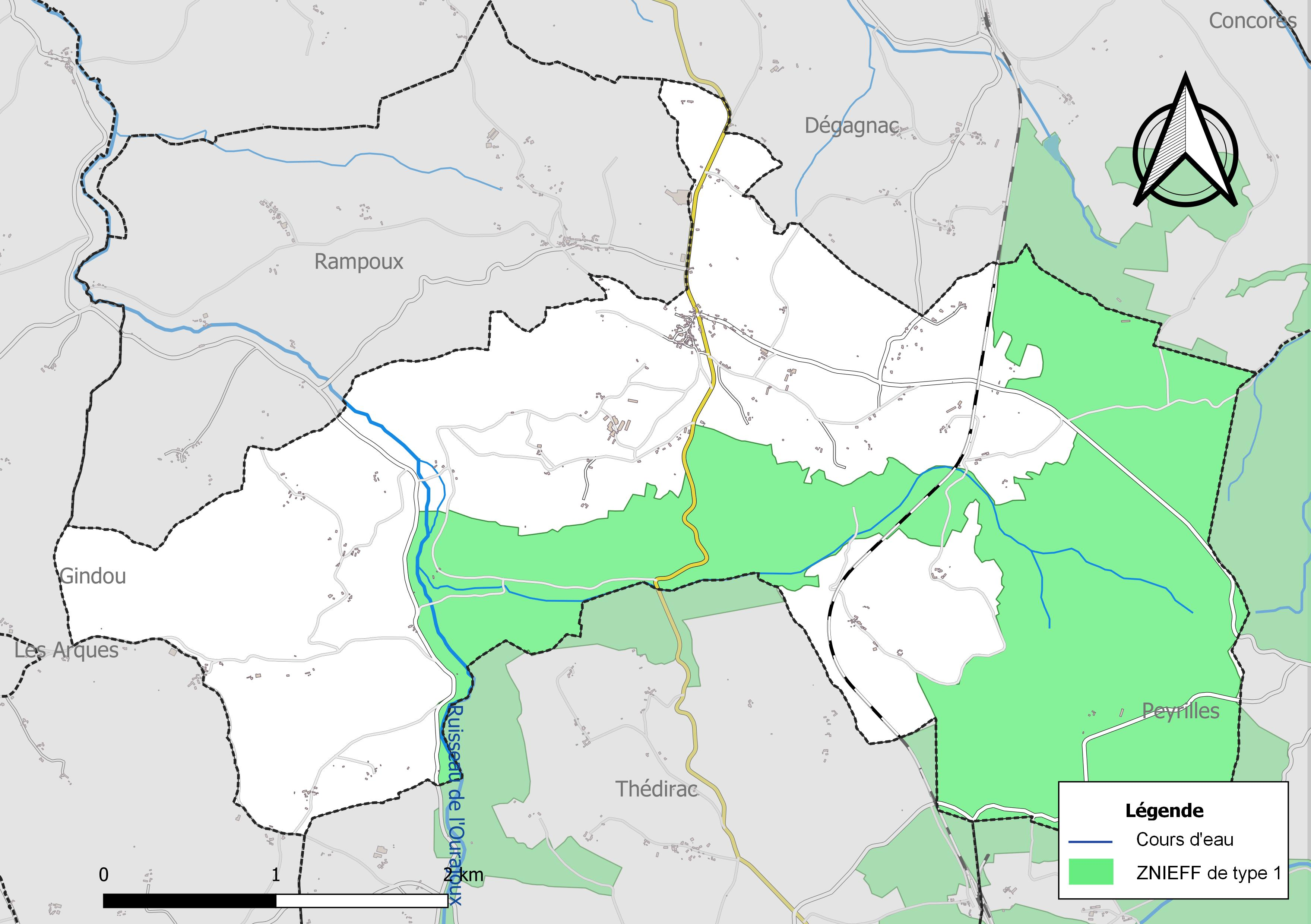
Carte de la ZNIEFF de type 1 localisée sur la commune.

L’inventaire des zones naturelles d'intérêt écologique, faunistique et floristique (ZNIEFF) a pour objectif de réaliser une couverture des zones les plus intéressantes sur le plan écologique, essentiellement dans la perspective d’améliorer la connaissance du patrimoine naturel national et de fournir aux différents décideurs un outil d’aide à la prise en compte de l’environnement dans l’aménagement du territoire.
Une ZNIEFF de type 1 est recensée sur la commune :
les « landes, bois et zones tourbeuses du Frau de Lavercantière, hauts-vallons des ruisseaux du Degagnazès, de la Malemort et du Rivalès » (1 406 ha), couvrant 6 communes du département.

## Urbanisme

### Typologie
Au 1er janvier 2024, Lavercantière est catégorisée commune rurale à habitat très dispersé, selon la nouvelle grille communale de densité à sept niveaux définie par l'Insee en 2022.
Elle est située hors unité urbaine. Par ailleurs la commune fait partie de l'aire d'attraction de Gourdon, dont elle est une commune de la couronne,. Cette aire, qui regroupe 22 communes, est catégorisée dans les aires de moins de 50 000 habitants,.

### Occupation des sols
L'occupation des sols de la commune, telle qu'elle ressort de la base de données européenne d’occupation biophysique des sols Corine Land Cover (CLC), est marquée par l'importance des forêts et milieux semi-naturels (61,2 % en 2018), en augmentation par rapport à 1990 (59 %). La répartition détaillée en 2018 est la suivante : 
forêts (57,7 %), zones agricoles hétérogènes (34,8 %), milieux à végétation arbustive et/ou herbacée (3,4 %), prairies (2,2 %), terres arables (1,4 %), mines, décharges et chantiers (0,4 %). L'évolution de l’occupation des sols de la commune et de ses infrastructures peut être observée sur les différentes représentations cartographiques du territoire : la carte de Cassini (XVIIIe siècle), la carte d'état-major (1820-1866) et les cartes ou photos aériennes de l'IGN pour la période actuelle (1950 à aujourd'hui).

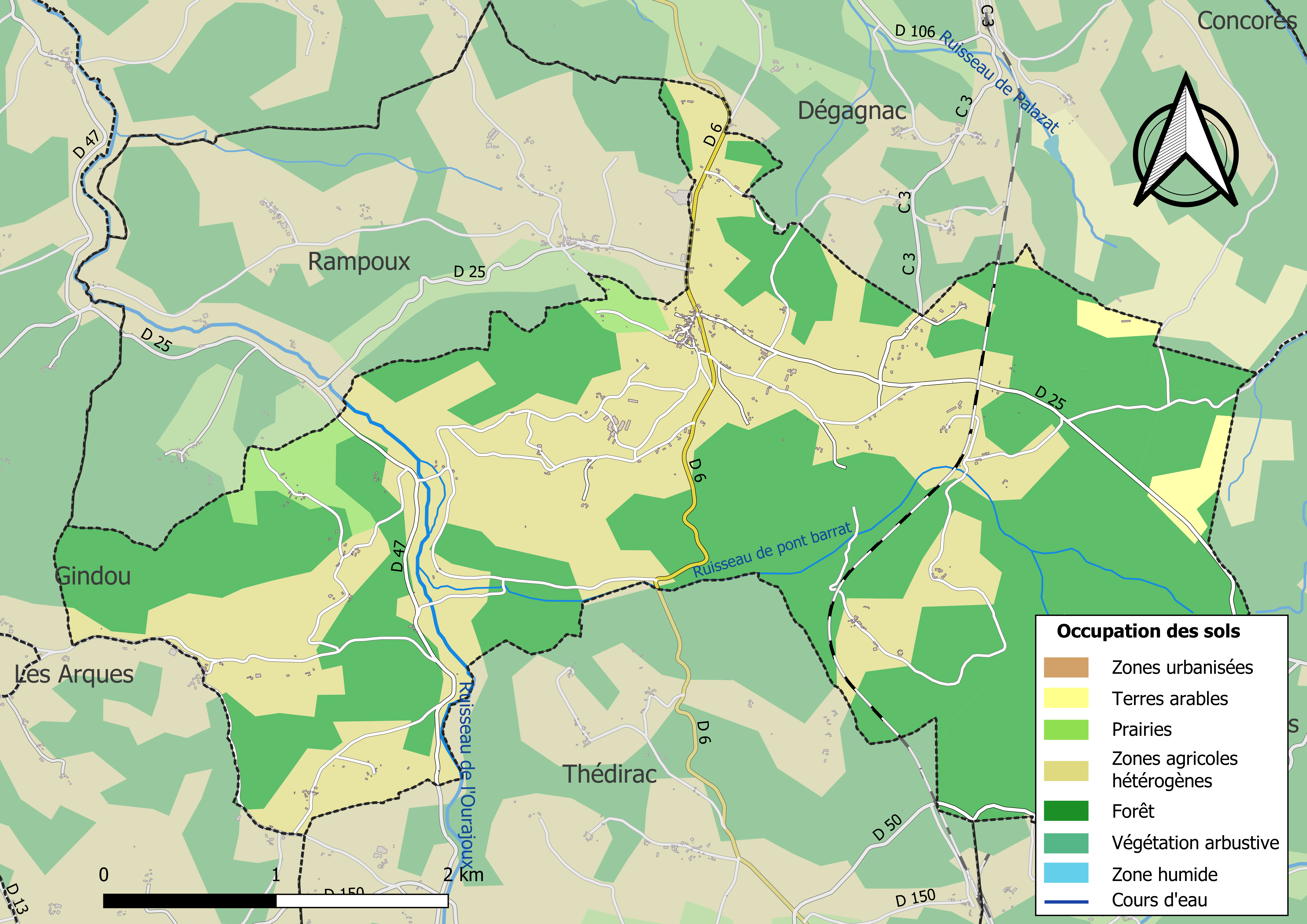
Carte des infrastructures et de l'occupation des sols de la commune en 2018 (CLC).

### Risques majeurs
Le territoire de la commune de Lavercantière est vulnérable à différents aléas naturels : météorologiques (tempête, orage, neige, grand froid, canicule ou sécheresse), inondations, feux de forêts, mouvements de terrains et séisme (sismicité très faible). Il est également exposé à un risque technologique,  le transport de matières dangereuses. Un site publié par le BRGM permet d'évaluer simplement et rapidement les risques d'un bien localisé soit par son adresse soit par le numéro de sa parcelle.

#### Risques naturels
Certaines parties du territoire communal sont susceptibles d’être affectées par le risque d’inondation par débordement de cours d'eau, notamment l'Ourajoux. La cartographie des zones inondables en ex-Midi-Pyrénées réalisée dans le cadre du XIe Contrat de plan État-région, visant à informer les citoyens et les décideurs sur le risque d’inondation, est accessible sur le site de la DREAL Occitanie. La commune a été reconnue en état de catastrophe naturelle au titre des dommages causés par les inondations et coulées de boue survenues en 1982, 1993 et 1999,.
Lavercantière est exposée au risque de feu de forêt du fait de la présence sur son territoire du massif Ouest. Un plan départemental de protection des forêts contre les incendies a été approuvé par arrêté préfectoral le 30 novembre 2015 pour la période 2015-2025. Les propriétaires doivent ainsi couper les broussailles, les arbustes et les branches basses sur une profondeur de 50 mètres, aux abords des constructions, chantiers, travaux et installations de toute nature, situées à moins de 200 mètres de terrains en nature
de bois, forêts, plantations, reboisements, landes ou friches. Le brûlage des déchets issus de l’entretien des parcs et jardins des ménages et des collectivités est interdit. L’écobuage est également interdit, ainsi que les feux de type méchouis et barbecues, à l’exception de ceux prévus dans des installations fixes (non situées sous couvert d'arbres) constituant une dépendance d'habitation.

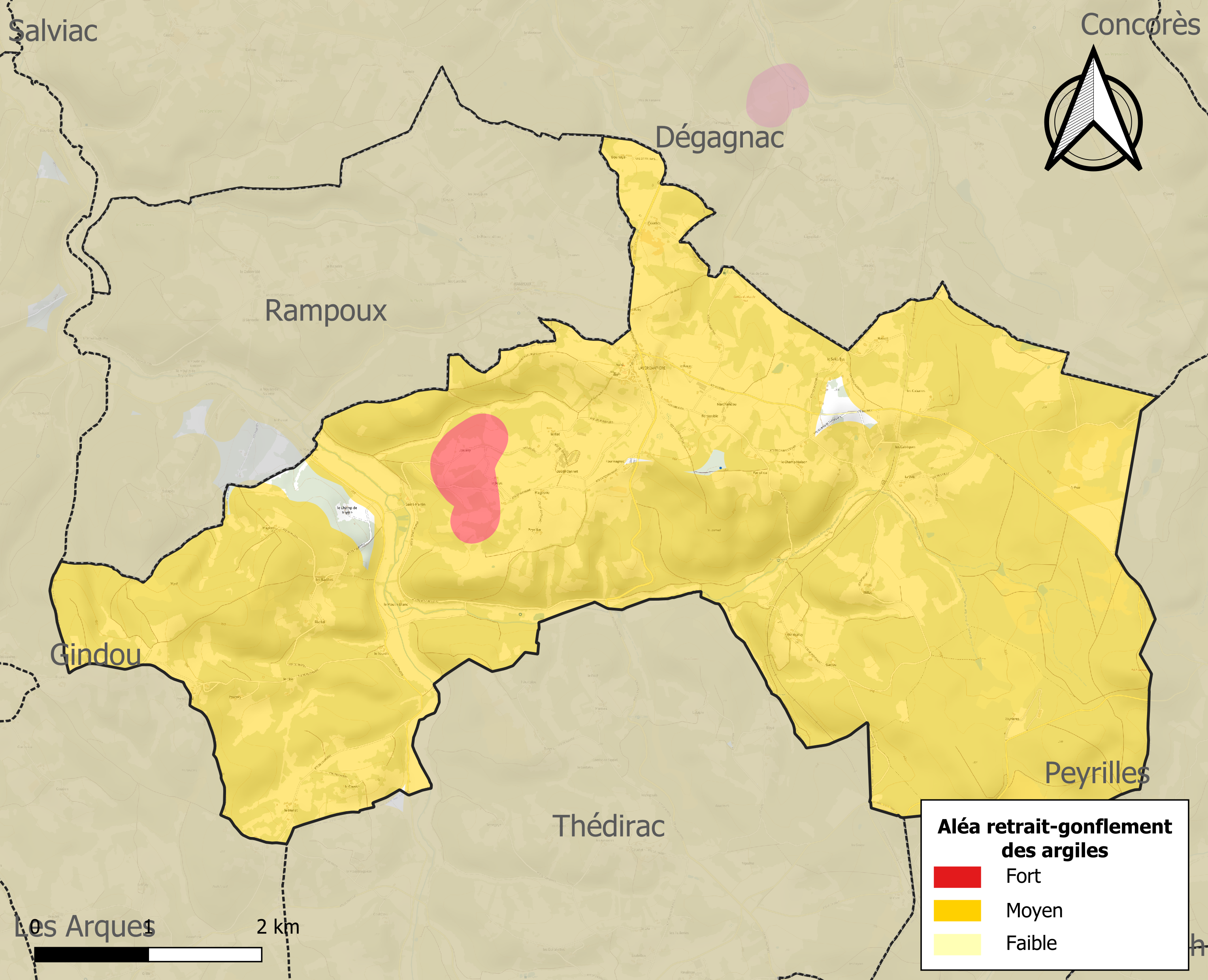
Carte des zones d'aléa retrait-gonflement des sols argileux de Lavercantière.

Les mouvements de terrains susceptibles de se produire sur la commune sont des affaissements et effondrements liés aux cavités souterraines (hors mines), des éboulements, chutes de pierres et de blocs, des glissements de terrain et des tassements différentiels. Par ailleurs, afin de mieux appréhender le risque d’affaissement de terrain, l'inventaire national des cavités souterraines permet de localiser celles situées sur la commune.
Le retrait-gonflement des sols argileux est susceptible d'engendrer des dommages importants aux bâtiments en cas d’alternance de périodes de sécheresse et de pluie. 98,4 % de la superficie communale est en aléa moyen ou fort (67,7 % au niveau départemental et 48,5 % au niveau national). Sur les 164 bâtiments dénombrés sur la commune en 2019, 161 sont en aléa moyen ou fort, soit 98 %, à comparer aux 72 % au niveau départemental et 54 % au niveau national. Une cartographie de l'exposition du territoire national au retrait gonflement des sols argileux est disponible sur le site du BRGM,.
Par ailleurs, afin de mieux appréhender le risque d’affaissement de terrain, l'inventaire national des cavités souterraines permet de localiser celles situées sur la commune.
Concernant les mouvements de terrains, la commune a été reconnue en état de catastrophe naturelle au titre des dommages causés par la sécheresse en 1989, 2011 et 2020 et par des mouvements de terrain en 1999.

#### Risques technologiques
Le risque de transport de matières dangereuses sur la commune est lié à sa traversée par une infrastructure ferroviaire. Un accident se produisant sur une telle infrastructure est susceptible d’avoir des effets graves sur les biens, les personnes ou l'environnement, selon la nature du matériau transporté. Des dispositions d’urbanisme peuvent être préconisées en conséquence.

## Toponymie
Le toponyme Lavercantière (en occitan Lavercantièra) est basé sur le mot occitan lo vèrnhe issu du gaulois verno qui désigne un arbre : l'aulne. Lavercantière désigne un taillis d'arbres et d'osiers.

## Histoire
En 1200 dans les Coutumes de Lavercantière Alphonse de Poitiers, seigneur de Lavercantière, fait don du Frau, terre boisée de chênes, aux habitants de Lavercantière. Dans les siècles qui suivirent cette forêt fut utilisée pour la fabrication du fer, les vestiges de fours sont nombreux. Elle fut totalement détruite. Ce n'est que depuis quelques décennies que le Frau a fait l'objet de mesures de plantations de forêts.
Auparavant, le Frau n'était qu'une lande de fougères et de bruyères.
Aujourd'hui l'Office national des forêts et la commune ont réalisé un sentier d'interprétation dans le Frau. Ce circuit de promenade allie la découverte de l'environnement naturel et une étape sportive.
Le Frau possède une loge typique, qui est un abri végétal, construction rurale par l'homme en matériel végétal. Elle servait d'abri pour les animaux, elle a même servi d'habitation au début du XIXe siècle (au lieu-dit de Laville).

### Liste des consuls
Les consuls de Lavercantière sous l'Ancien Régime sont :
| Année     | Nom                |
| --------- | ------------------ |
| 1734      | Pierre Boisset     |
| 1737      | Maury Potenegre    |
| 1738      | Maury Pousille     |
| 1739      | Marc Bonafous      |
| 1740      | Rosières           |
| 1741      | Besson             |
| 1742      | François Cabanes   |
| 1748      | Martin de Poutery  |
| 1750      | Cassan de Pedamié  |
| 1753-1754 | Berrié             |
| 1755      | Boisset            |
| 1756      | Marc Maury         |
| 1757      | Antoine Delmon     |
| 1758      | Marc Course        |
| 1759      | Pouteau            |
| 1760      |                    |
| 1761      | Boisset            |
| 1762      |                    |
| 1763      | Maury Delrat       |
| 1767      | Boisset Poucillhou |
| 1769      | Coulas             |
| 1770      | Tandon             |
| 1775      | Jean Rosières      |

## Politique et administration

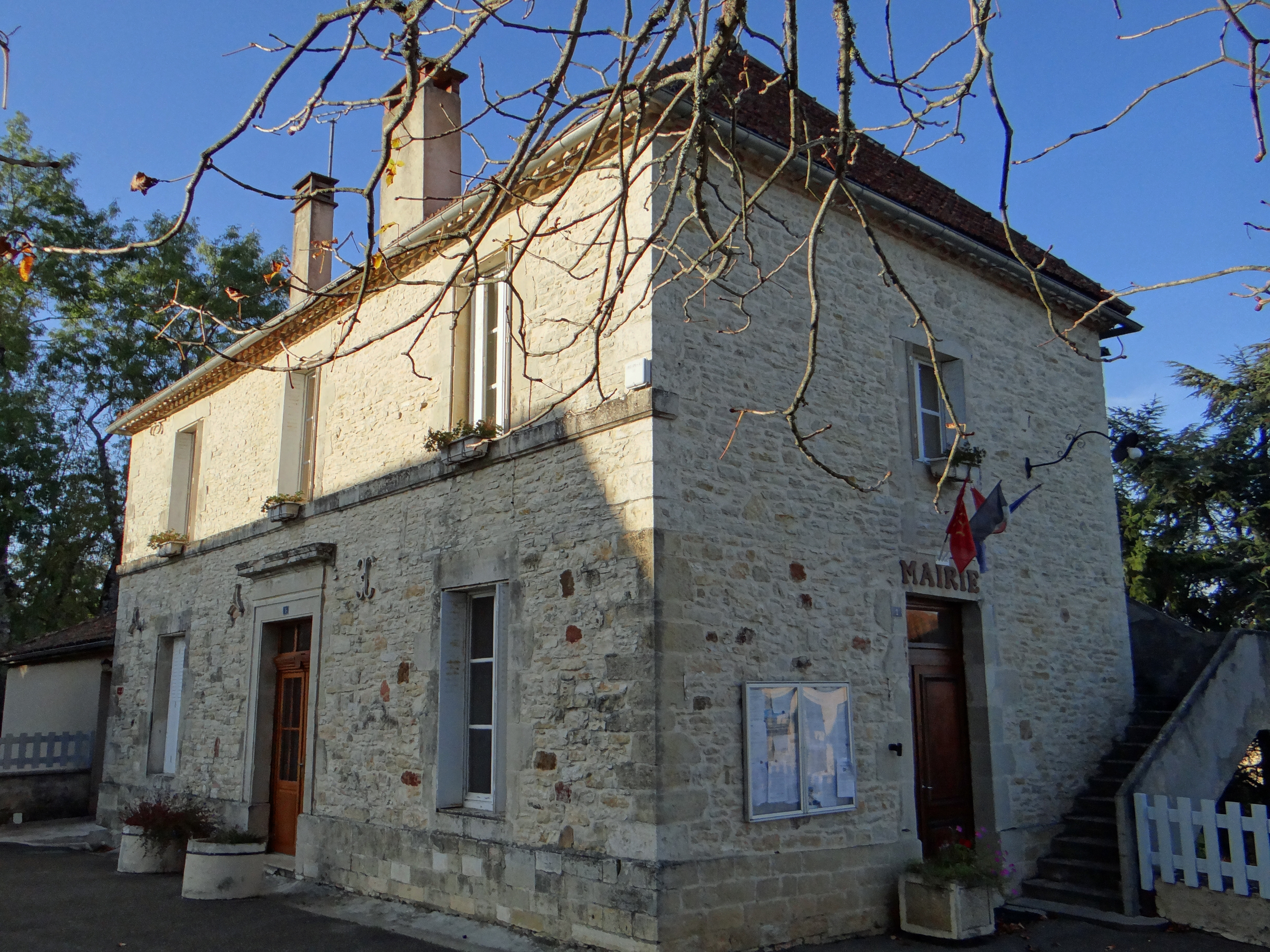
La mairie

| Période                                  | Période  | Identité          | Étiquette | Qualité |
| ---------------------------------------- | -------- | ----------------- | --------- | ------- |
| 1802                                     | 1815     | Charles Boisset   |           |         |
| 1815                                     | 1819     | Antoine Raynal    |           |         |
| 1819                                     | 1820     | François Sourdes  |           |         |
| 1821                                     | 1822     | Pierre Manhes     |           |         |
| 1822                                     | 1830     | Jean Pierre Galan |           |         |
| 1830                                     | 1830     | Pierre Manhes     |           |         |
| 1830                                     | 1846     | Antoine Bargues   |           |         |
| 1846                                     | 1871     | Raymond Galan     |           |         |
| 1871                                     | 1874     | Aquilin Sourdes   |           |         |
| 1874                                     | 1876     | Pierre Galan      |           |         |
| 1876                                     | 1878     | Pierre Galan      |           |         |
| 1878                                     | 1884     | Aquilin Sourdes   |           |         |
| 1884                                     | 1896     | Pierre Galan      |           |         |
| 1896                                     | 1908     | Aquilin Sourdes   |           |         |
| 1908                                     | 1914     | Clément Sourdes   |           |         |
| 1914                                     | 1919     | Amédée Bouat      |           |         |
| 1919                                     | 1925     | Antoine Galet     |           |         |
| 1925                                     | 1964     | Amédée Floirac    |           |         |
| 1964                                     | 1983     | Léopold Pezet     |           |         |
| 1983                                     | En cours | Gilles Vilard     | PS        |         |
| Les données manquantes sont à compléter. |          |                   |           |         |

## Organisation religieuse
Lavercantière est un doyenné rattaché au prieuré bénédictin de Marcilhac-sur-Célé.
| Nom              | Dates             | Tenue de la cure          | Observations |
| ---------------- | ----------------- | ------------------------- | --- |
| Antoine Sourdes  |                   | 1735 - 1747 (résignation) | |
| Antoine Sourdes  | - 1756 (typhoïde) | 1747 - 1756               | Neveu du précédent |
| François Sourdes |                   | 1756                      | Frère du précédent. La prise de possession a été autorisée par titre de L’Evèque et de Monsieur Fouliac (vicaire general de l’abbé de Marcilhac) et suivant l’acte retenu par Rodes notaire a Degagnhac |

Le 23 septembre 1775 eu lieu à Lavercantière un évènement remarquable pour cette petite paroisse : monsieur de Lastic, oncle de la marquise de Lavercantière et évêque de Rieux, en l'absence de l'évêque de Cahors, alors à Paris,  y a fait l'ordination de cinq prêtres, trois diacres séculiers, trois  chartreux et deux chanoines réguliers, qui y sont venus de Cahors pour cela.

## Démographie
L'évolution du nombre d'habitants est connue à travers les recensements de la population effectués dans la commune depuis 1793. Pour les communes de moins de 10 000 habitants, une enquête de recensement portant sur toute la population est réalisée tous les cinq ans, les populations de référence des années intermédiaires étant quant à elles estimées par interpolation ou extrapolation. Pour la commune, le premier recensement exhaustif entrant dans le cadre du nouveau dispositif a été réalisé en 2008.

En 2022, la commune comptait 244 habitants, en évolution de +1,24 % par rapport à 2016 (Lot : +1,31 %, France hors Mayotte : +2,11 %).
| 1793 | 1800  | 1806 | 1821 | 1831 | 1836 | 1841 | 1846 | 1851 |
| ---- | ----- | ---- | ---- | ---- | ---- | ---- | ---- | ---- |
| 591  | 1 505 | 889  | 553  | 539  | 657  | 672  | 594  | 608  |

| 1856 | 1861 | 1866 | 1872 | 1876 | 1881 | 1886 | 1891 | 1896 |
| ---- | ---- | ---- | ---- | ---- | ---- | ---- | ---- | ---- |
| 643  | 619  | 604  | 590  | 606  | 927  | 903  | 569  | 560  |

| 1901 | 1906 | 1911 | 1921 | 1926 | 1931 | 1936 | 1946 | 1954 |
| ---- | ---- | ---- | ---- | ---- | ---- | ---- | ---- | ---- |
| 555  | 519  | 504  | 358  | 335  | 326  | 302  | 334  | 212  |

| 1962 | 1968 | 1975 | 1982 | 1990 | 1999 | 2006 | 2008 | 2013 |
| ---- | ---- | ---- | ---- | ---- | ---- | ---- | ---- | ---- |
| 209  | 177  | 160  | 145  | 152  | 183  | 237  | 253  | 235  |

| 2018 | 2022 | - | - | - | - | - | - | - |
| ---- | ---- | - | - | - | - | - | - | - |
| 248  | 244  | - | - | - | - | - | - | - |

## Économie

### Revenus
En 2018, la commune compte 102 ménages fiscaux, regroupant 223 personnes. La médiane du revenu disponible par unité de consommation est de 17 710 € (20 740 € dans le département).

### Emploi
|                | 2008  | 2013   | 2018  |
| -------------- | ----- | ------ | ----- |
| Commune        | 7,4 % | 11,6 % | 8,8 % |
| Département    | 7,3 % | 8,9 %  | 9,6 % |
| France entière | 8,3 % | 10 %   | 10 %  |

En 2018, la population âgée de 15 à 64 ans s'élève à 148 personnes, parmi lesquelles on compte 69,6 % d'actifs (60,8 % ayant un emploi et 8,8 % de chômeurs) et 30,4 % d'inactifs,. En  2018, le taux de chômage communal (au sens du recensement) des 15-64 ans est inférieur à celui de la France et département, alors qu'en 2008 il était supérieur à celui du département et inférieur à celui de la France.
La commune fait partie de la couronne de l'aire d'attraction de Gourdon, du fait qu'au moins 15 % des actifs travaillent dans le pôle,. Elle compte 83 emplois en 2018, contre 79 en 2013 et 77 en 2008. Le nombre d'actifs ayant un emploi résidant dans la commune est de 91, soit un indicateur de concentration d'emploi de 91,2 % et un taux d'activité parmi les 15 ans ou plus de 50,2 %.
Sur ces 91 actifs de 15 ans ou plus ayant un emploi, 25 travaillent dans la commune, soit 28 % des habitants. Pour se rendre au travail, 82,4 % des habitants utilisent un véhicule personnel ou de fonction à quatre roues, 5,5 % s'y rendent en deux-roues, à vélo ou à pied et 12,1 % n'ont pas besoin de transport (travail au domicile).

### Activités hors agriculture
21 établissements sont implantés  à Lavercantière au 31 décembre 2019.
Le secteur du commerce de gros et de détail, des transports, de l'hébergement et de la restauration est prépondérant sur la commune puisqu'il représente 23,8 % du nombre total d'établissements de la commune (5 sur les 21 entreprises implantées  à Lavercantière), contre 29,9 % au niveau départemental.

### Agriculture
|               | 1988 | 2000 | 2010 | 2020 |
| ------------- | ---- | ---- | ---- | ---- |
| Exploitations | 20   | 7    | 6    | 6    |
| SAU (ha)      | 303  | 343  | 404  | 548  |

La commune est dans la « Bouriane », une petite région agricole occupant une partie de l'ouest du territoire du département du Lot. En 2020, l'orientation technico-économique de l'agriculture  sur la commune est l'élevage de bovins, pour la viande. Six exploitations agricoles ayant leur siège dans la commune sont dénombrées lors du recensement agricole de 2020 (20 en 1988). La superficie agricole utilisée est de 548 ha,,.

## Culture locale et patrimoine

### Lieux et monuments
- Dolmen de Surgès : dolmen situé à cheval sur les communes de Lavercantière et Thédirac.  Classé MH (2014) Notice no PA46000063 44° 37′ 15″ N, 1° 18′ 20″ E
- Dolmen de Touron

### Château
Le château de Lavercantière, construit au XVIIe siècle et XVIIIe siècle, est inscrit au titre des monuments historiques depuis le 16 septembre 1991 protégeant : les façades et toitures, la salle dite des Gardes au rez-de-chaussée, l'escalier principal.
Le château se compose de deux bâtiments perpendiculaires l'un à l'autre, dotés de trois niveaux. Sur la façade extérieure des imbrications de pierre laissent penser que le plan initial n'a pas été complètement réalisé.
Le château de Lavercantière est une propriété privée, qui ne peut pas se visiter.
Entre 1942 et 1944 ce château a abrité et caché des juifs.
Louis Forestier, instituteur au château à cette époque, a contribué à cette action, il sera reconnu "Juste parmi les nations" par le comité français pour Yad Vashem.

Le 15 mars 2012, une cérémonie officielle a lieu à la mairie de Cahors pour lui rendre hommage, que soient associés celles et ceux qui ont accompagné ces actes généreux face à l'occupation nazie.

### Églises
Le village a deux églises :

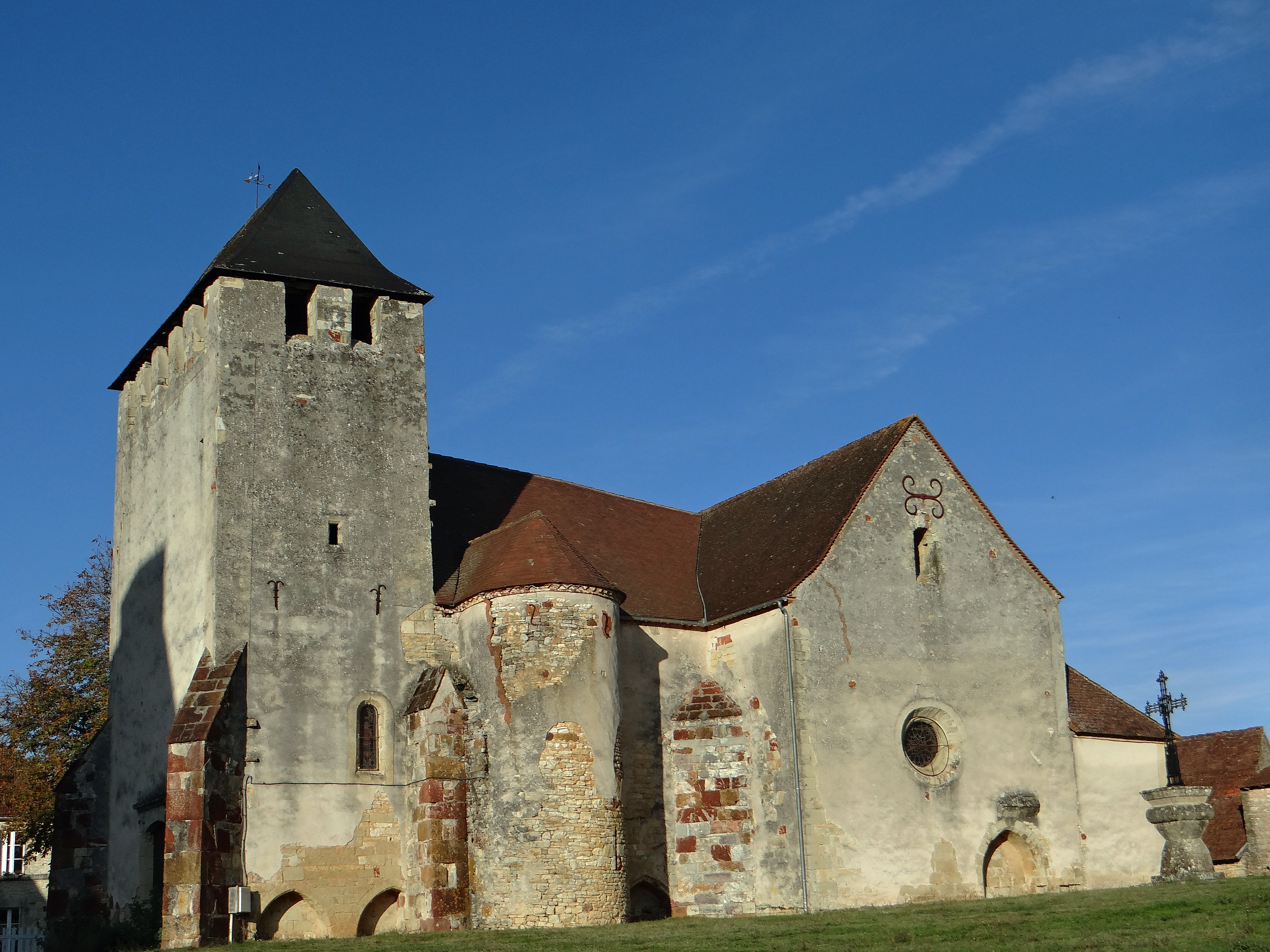
L'église Saint-Quirin

- Église Saint-Quirin de Lavercantière. Dans le bourg, une église romane connue sous le vocable de Saint-Quirin fut une doyenneté de l'abbaye Saint-Pierre de Marcilhac-sur-Célé. L'édifice est référencé dans la base Mérimée et à l'Inventaire général Région Occitanie[38].
- Église Saint-Martin-le-Désarnat de Saint-Martin. Au lieu-dit de Saint-Martin, cette ancienne paroisse est rattachée à la précédente. Elle porte le vocable de Saint-Martin-le-Désarnat. Cette église devait faire partie d'une ensemble abbatial fondé par l'abbaye d'Obazine (à Aubazine, région du Limousin) vers 1150 et aujourd'hui disparu. Cette fondation sera un échec, une seconde fondation réussie est réalisée au XIIIe siècle à Léobard (département du Lot). L'abbaye prend le nom de Sainte-Marie de Gourdon, mais est plus connue sous la dénomination d'abbaye Nouvelle.

### Monument aux morts

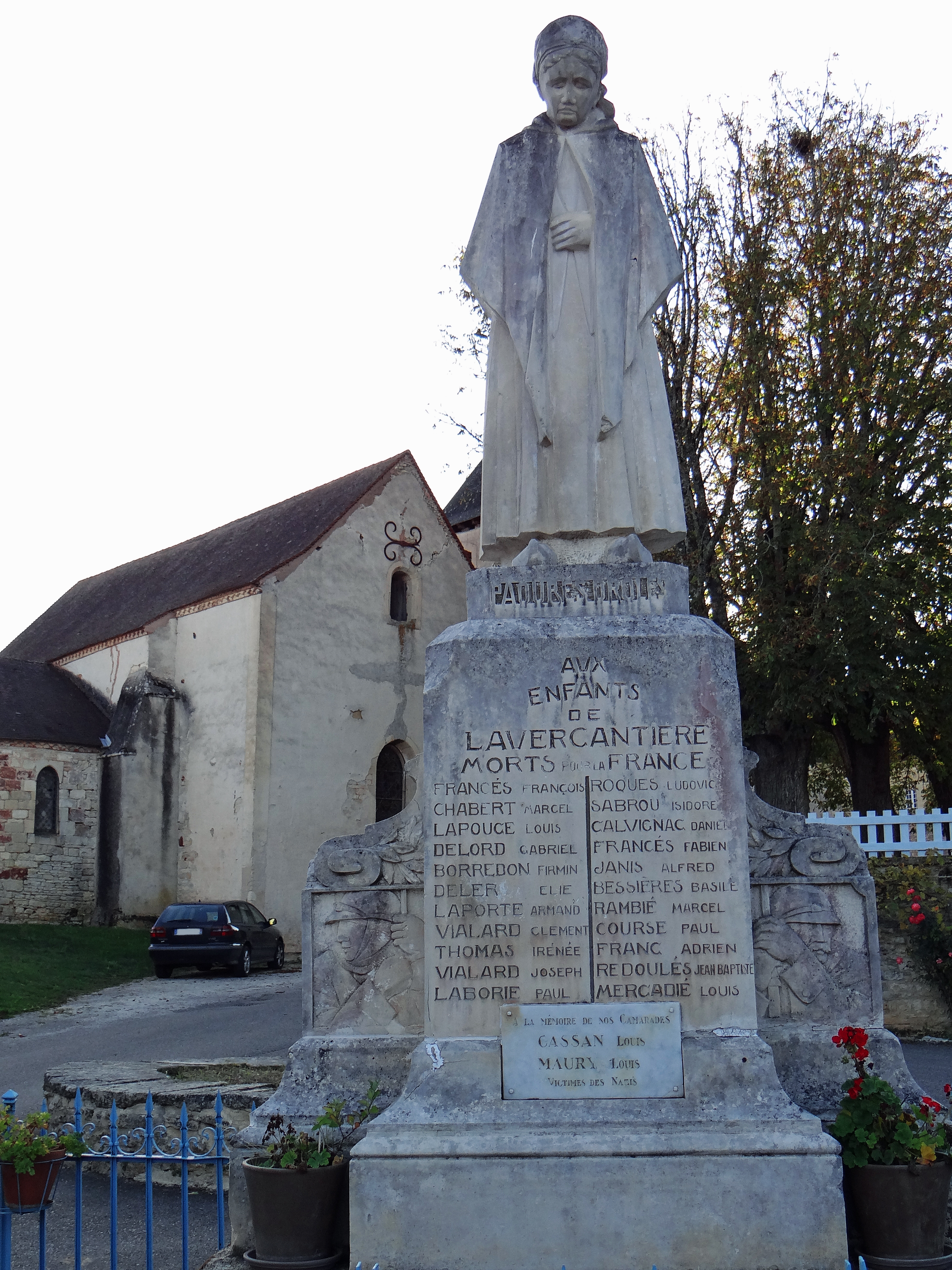
Le monument aux morts

Le monument aux morts de Lavercantière situé au cœur du village a été érigé en 1924 : il rend hommage aux poilus morts lors de la Première Guerre mondiale et à leurs familles.
Ce monument, réalisé par le sculpteur lotois Émile Mompart (1898-1972), est un exemple de monuments aux morts dits pacifistes.
Le sculpteur a représenté une humble femme, le visage baissé et les mains jointes dans une attitude de recueillement. Sur le socle deux faces sont sculptées et représentent deux militaires. Émile Mompart a privilégié la langue d'oc, « langue du quotidien d'ordinaire jamais gravée », pour rédiger son inscription « Paoures droles » (pauvres enfants en français et « paures dròlles » en orthographe occitane normalisée).

### Personnalités liées à la commune
- Famille de Cardaillac.
- Jacques de La Grange-Gourdon (1755-1842), homme politique et haut fonctionnaire, préfet du Morbihan, de l'Hérault, de l'Aisne, et du Doubs.

#### Site de l'Insee
1. ↑  « La grille communale de densité », sur le site de l'Insee, 28 mai 2024 (consulté le 28 juin 2024).
2. 1 2  Insee, « Métadonnées de la commune de Lavercantière ».
3. ↑  « Liste des communes composant l'aire d'attraction de Gourdon », sur le site de l'Insee (consulté le 28 juin 2024).
4. ↑  Marie-Pierre de Bellefon, Pascal Eusebio, Jocelyn Forest, Olivier Pégaz-Blanc et Raymond Warnod (Insee), « En France, neuf personnes sur dix vivent dans l’aire d’attraction d’une ville », sur le site de l'Insee, 21 octobre 2020 (consulté le 28 juin 2024).
5. ↑  « REV T1 - Ménages fiscaux de l'année 2018 à Lavercantière » (consulté le 5 février 2022).
6. ↑  « REV T1 - Ménages fiscaux de l'année 2018 dans le Lot » (consulté le 5 février 2022).
7. 1 2  « Emp T1 - Population de 15 à 64 ans par type d'activité en 2018 à Lavercantière » (consulté le 5 février 2022).
8. ↑  « Emp T1 - Population de 15 à 64 ans par type d'activité en 2018 dans le Lot » (consulté le 5 février 2022).
9. ↑  « Emp T1 - Population de 15 à 64 ans par type d'activité en 2018 dans la France entière » (consulté le 5 février 2022).
10. ↑  « Base des aires d'attraction des villes 2020 », sur site de l'Insee (consulté le 10 avril 2021).
11. ↑  « Emp T5 - Emploi et activité en 2018 à Lavercantière » (consulté le 5 février 2022).
12. ↑  « ACT T4 - Lieu de travail des actifs de 15 ans ou plus ayant un emploi qui résident dans la commune en 2018 » (consulté le 5 février 2022).
13. ↑  « ACT G2 - Part des moyens de transport utilisés pour se rendre au travail en 2018 » (consulté le 5 février 2022).
14. ↑  « DEN T5 - Nombre d'établissements par secteur d'activité au 31 décembre 2019 à Lavercantière » (consulté le 14 février 2022).
15. ↑  « DEN T5 - Nombre d'établissements par secteur d'activité au 31 décembre 2019 dans le Lot » (consulté le 14 février 2022).

#### Autres sources
1. ↑  Carte IGN sous Géoportail
2. 1 2  Daniel Joly, Thierry Brossard, Hervé Cardot, Jean Cavailhes, Mohamed Hilal et Pierre Wavresky, « Les types de climats en France, une construction spatiale », Cybergéo, revue européenne de géographie - European Journal of Geography, no 501,‎ 18 juin 2010 (DOI 10.4000/cybergeo.23155, lire en ligne, consulté le 14 novembre 2023)
3. ↑  « Zonages climatiques en France métropolitaine. », sur pluiesextremes.meteo.fr (consulté le 14 novembre 2023).
4. ↑  « Orthodromie entre Lavercantière et Gourdon », sur fr.distance.to (consulté le 14 novembre 2023).
5. ↑  « Station Météo-France « Gourdon » (commune de Gourdon) - fiche climatologique - période 1991-2020 », sur donneespubliques.meteofrance.fr (consulté le 14 novembre 2023).
6. ↑  « Station Météo-France « Gourdon » (commune de Gourdon) - fiche de métadonnées. », sur donneespubliques.meteofrance.fr (consulté le 14 novembre 2023).
7. ↑  « Climadiag Commune : diagnostiquez les enjeux climatiques de votre collectivité. », sur meteofrance.fr, novembre 2022 (consulté le 14 novembre 2023).
8. ↑  « Les espaces protégés. », sur le site de l'INPN (consulté le 10 mai 2022).
9. ↑  « Liste des espaces protégés sur la commune », sur le site de l'inventaire national du patrimoine naturel (consulté le 2 septembre 2021).
10. ↑  « Réserve de biosphère du bassin de la Dordogne », sur mab-france.org (consulté le 2 septembre 2021).
11. ↑  « Bassin de la Dordogne - zone de transition - fiche descriptive », sur le site de l'inventaire national du patrimoine naturel (consulté le 1er septembre 2021).
12. ↑  « Liste des ZNIEFF de la commune de Lavercantière », sur le site de l'Inventaire national du patrimoine naturel (consulté le 2 septembre 2021).
13. ↑  « ZNIEFF les « landes, bois et zones tourbeuses du Frau de Lavercantière, hauts-vallons des ruisseaux du Degagnazès, de la Malemort et du Rivalès » - fiche descriptive », sur le site de l'inventaire national du patrimoine naturel (consulté le 2 septembre 2021).
14. ↑  « CORINE Land Cover (CLC) - Répartition des superficies en 15 postes d'occupation des sols (métropole). », sur le site des données et études statistiques du ministère de la Transition écologique. (consulté le 14 avril 2021).
15. 1 2 3  « Les risques près de chez moi - commune de Lavercantière », sur Géorisques (consulté le 17 octobre 2022).
16. ↑  BRGM, « Évaluez simplement et rapidement les risques de votre bien », sur Géorisques (consulté le 13 septembre 2022).
17. ↑  DREAL Occitanie, « CIZI », sur occitanie.developpement-durable.gouv.fr (consulté le 13 septembre 2022).
18. ↑  « Dossier départemental des risques majeurs dans le Lot », sur lot.gouv.fr (consulté le 13 septembre 2022), partie 1 -  chapitre Risque inondation.
19. ↑  « Dossier départemental des risques majeurs dans le Lot », sur lot.gouv.fr (consulté le 13 septembre 2022).
20. ↑  « Dossier départemental des risques majeurs dans le Lot », sur lot.gouv.fr (consulté le 13 septembre 2022), chapitre Mouvements de terrain.
21. 1 2  « Liste des cavités souterraines localisées sur la commune de Lavercantière », sur georisques.gouv.fr (consulté le 13 septembre 2022).
22. ↑  « Retrait-gonflement des argiles », sur le site de l'observatoire national des risques naturels (consulté le 13 septembre 2022).
23. ↑  « Dossier départemental des risques majeurs dans le Lot », sur lot.gouv.fr (consulté le 13 septembre 2022), chapitre Risque transport de matières dangereuses.
24. ↑  Gaston Bazalgues, À la découverte des noms de lieux du Quercy : Toponymie lotoise, Gourdon, Éditions de la Bouriane et du Quercy, juin 2002, 127 p. (ISBN 2-910540-16-2), p. 82.
25. ↑  Famille de Boysson, Livre de raison (1732-1789).
26. ↑  « Les maires de Lavercantière », sur Site francegenweb, 19 février 2011 (consulté le 22 octobre 2017).
27. ↑  Famille de Boysson, Livre de raison (1732-1789), p. 23 septembre 1775
28. ↑  L'organisation du recensement, sur insee.fr.
29. ↑  Calendrier départemental des recensements, sur insee.fr.
30. ↑  Des villages de Cassini aux communes d'aujourd'hui sur le site de l'École des hautes études en sciences sociales.
31. ↑  Fiches Insee - Populations de référence de la commune pour les années 2006, 2007, 2008, 2009, 2010, 2011, 2012, 2013, 2014, 2015, 2016, 2017, 2018, 2019, 2020, 2021 et 2022.
32. ↑  « Les régions agricoles (RA), petites régions agricoles(PRA) - Année de référence : 2017 », sur agreste.agriculture.gouv.fr (consulté le 14 février 2022).
33. ↑  Présentation des premiers résultats du recensement agricole 2020, Ministère de l’agriculture et de l’alimentation, 10 décembre 2021
34. ↑  « Fiche de recensement agricole - Exploitations ayant leur siège dans la commune de Lavercantière - Données générales », sur recensement-agricole.agriculture.gouv.fr (consulté le 14 février 2022).
35. ↑  Inscription d'éléments du château à l'inventaire des monuments historiques au 16/9/1991, Notice no PA00095307, sur la plateforme ouverte du patrimoine, base Mérimée, ministère français de la Culture.
36. ↑  Ma grand-mère en a été témoin (Jacqueline Lecoq)
37. ↑  Laurent Benayoun., « Cahors. Louis Forestier, Juste parmi les Nations », La Dépêche,‎ 16 mars 2012 (lire en ligne, consulté le 1er juillet 2020).
38. ↑  « Église paroissiale Saint-Quirin », sur pop.culture.gouv.fr (consulté le 4 juin 2021).
39. 1 2  Monument aux morts de Lavercantière
40. ↑  Monument aux morts de Lavercantière « Le monument aux morts est inauguré en 1924 et fait actuellement partie des rares monuments aux morts dits pacifistes. ».